# 女神転生外伝 ラストバイブルシリーズ
女神転生外伝 ラストバイブルシリーズ（めがみてんせいがいでん ラストバイブルシリーズ）は、アトラスより発売されているRPGのシリーズ作品。『女神転生』シリーズの派生作品。

## 概要
ゲームボーイの低年齢ユーザーのためにリリースされた女神転生シリーズで、仲魔や合体システムなども搭載されているが、架空の世界の物語であったりするなど、ファンタジー色が強い。ゲームタイトルの通り「聖書」をモチーフにしている。このシリーズでは悪魔ではなく「魔獣」、悪魔合体ではなく「魔獣合成」と呼称される。女神転生シリーズでは多く3Dダンジョンが採用されているが、本シリーズでは『スペシャル』を除いたほとんどの作品で、トップビューの2D視点のRPGとなっていることなどが特徴。後にゲームボーイカラーの発売に伴ってカラー対応版も発売された。ナンバリング作品の企画開発は（Iのゲームギア版を除き）通してマルチメディア インテリジェンス トランスファーが担当し、この路線は同社開発の『真・女神転生デビルチルドレン』シリーズへと引き継がれて行った。
ストーリーも含め、魔獣との共存をシリーズ全体のテーマとしている。魔獣と戦ったり魔獣を説得して仲間にしたりというのは『ポケットモンスター』シリーズを先取りしており、通信対戦の要素は『ドラゴンクエストモンスターズ』シリーズのエッセンスであるが、これら両作に代表される「ゲームボーイ的な」キッズをメインターゲットとした作品とは一線を画す、大人の鑑賞（プレイ）に耐えうるハードな世界観やストーリー展開が魅力である。という書籍の評価もある。

## 女神転生外伝 ラストバイブル
1992年12月23日にゲームボーイ用ソフトとして発売。1999年、ゲームボーイカラー版発売。2012年、3DSバーチャルコンソールでGBC版配信開始。アメリカでは「Revelations: The Demon Slayer」というタイトルでゲームボーイカラーにて1999年8月に発売されている。
セガ・エンタープライゼス（後の株式会社セガ）が販売していた携帯ゲーム機・ゲームギアにも移植版（以下「GG版」が1994年に発売されている。システムや終盤までのストーリー展開などは基本的にはゲームボーイ版に準じた仕様だが、魔獣のグラフィックは全面的に書き直されており、さらに演出面が強化され一部BGMやキャラクターの性格が異なるなど大幅にアレンジされている。また追加されたストーリーによりゲームボーイ版とは全く異なる結末となっている。このGG版は2020年10月6日にセガ自ら発売したゲームギアの復刻ゲーム機「ゲームギアミクロ」「レッド」にプリインストールされた4作品の一つとして収録されている（後述する「ラストバイブルスペシャル」も収録されている）。

### Iのシステム
「外伝」ということで、独自のシステムを多数搭載している。
- 対戦モードにより、友達のパーティーと通信対戦が可能。
- 主人公3人が全滅するとゲームオーバー。持金の半額と引き換えに最後に泊まった宿屋から再開できる。
- この世界には月がないので月齢システムは存在しない。
- マグネタイトはアイテムとなった。魔獣のほこらで別のアイテムと交換できる。
- セーブはどこでもできる。
- シリーズ唯一、主人公キャラクターが金子一馬のデザイン。
- BGM担当は簗田裕之と光永巌。簗田は続編のII・IIIも担当。

会話
- 主人公だけでなく、サブキャラや仲魔も魔獣と交渉し、成功すると仲魔にすることができる。主人公の場合、会話に選択肢が出るが、サブキャラや仲魔の場合、「交渉中」の文字が出るだけで、会話の内容は分からない。
- 敵の方から話しかけてくることも多い。

魔獣合成
- サブキャラ1の魔法「コンバック」で仲魔を魔獣合成し、新しい魔獣を作り出すことができる。
- まれに予定外の魔獣が出現することがあり（ミューテーション）、これらの魔獣は合成できない。
- アイテムとして手に入る「ほね」は、集めて「賢者の岩山」に持って行くとゾンビとして復活してくれる。ゾンビはさらに「ペテルの洞窟」で蘇生してもらえる（キリン、アモン、ドラゴンの3種。ただし魔獣合成できない）。

魔法
基本的には女神転生シリーズと似通っているが、一部特徴的な魔法がある。
- ランカ系の攻撃魔法（ランカ、ランカム、ランカイン）は数回唱えなければ発動しない（連続でなくても良く、また同じターンに複数のキャラが使用しても良い）。威力の高いものほど多くの回数を必要とする。ちなみにランカは2回必要。
- サマリカームなどの蘇生魔法は戦闘中に使えない。
- トランパで主要な町を瞬間移動できる。
- リエンズはエストマに同じ。

### Iのストーリー
遥かな昔、まだ神が神と呼ばれず、悪魔が悪魔と呼ばれていなかった時代。
太陽系の第五惑星には我々が「神」と呼んでいる存在が、テレキネシス、テレポーテーション、テレパシーなどの超自然的な力－「ガイア」を使い文明を築いていた。
エルはゾディアの元でガイアの力を訓練していた。そんなある日、突如として見たこともない「魔獣」の群れが現れ、人々を襲い始めた。エルはこの魔獣の謎を解くために旅にでる。

### Iの登場人物
登場人物は「人」ではなく「神」なので、神話の神々や天使の名を冠した者が多い。
エル
本作の主人公。16歳。レムリア大陸のモイラの街にてガイア訓練場を卒業したばかりの少年。魔獣が人を襲った原因を探るために旅に出る。魔獣と心を通わせ、仲魔にすることができる。フォースの女神に導かれ、フォースに目覚めていく。
キシュ
レムリア出身。好戦的で気が短い。魔獣を合成させる魔法コンバックを使える。高慢な性格のため、弱い魔獣に脅しをかけて仲魔にする。男性器を模したコスチュームに身を包んでいる。
ウラノス
ラムーの神官ラファエルの娘。高飛車なところがあるが優しい性格で魔獣を単なる害獣と見ていない。そのためか強い魔獣も仲魔にすることができる。成長するにつれ回復魔法を覚えていく。女性器を模したコスチュームに身を包んでいる。
ゾディア
モイラで主人公の教官をしていた男。兵士上がりという話もあるが、主人公の他に何人か舎弟がいる。魔獣と戦うも、自分の無力さを知って独り旅に出る。ある事情から、後に主人公と対立することになる。
ハータ
魔獣を恐れる者が多い中、魔獣について調査し、延命のため旅をしている男性。
メフィスト
ストーリー序盤から登場する3人のガイアマイスターの一人。ラムー、アトランティスと行く先々で出会う。高慢な人物で、出会った当初からエルを見下し、高圧的な態度を取る。
ベリアル
ストーリー序盤から登場する3人のガイアマイスターの一人。杖と長剣を得物としている。
バアル
ストーリー序盤から登場する3人のガイアマイスターの一人。スキンヘッドの老人。常に宙に浮いている。
ラファエル
ラムーの神官であり、ウラノスの父。魔獣に奪われたオリハルコンを取り戻すためラムー近くのマガンの塔へと向かう。
トリトン
ティルムンの神官の息子。後継ぎとしての自覚はあるが、女性に対して積極的な面がある。そのせいか、両親を始め街の人々からの評判はよろしくない。とある理由でゾードに追われている。
ヒラム
方舟の技術者。妻子はアトランティス近くの町クロトナに住んでいる。
ミカエル
元ガイアマイスター。2年前、ガイアを捨てることを主張し、神々の会議の決定で追放される。
ルシフェル
元ガイアマイスター。ある目的を持っており、ミカエルが追放されるのと時を同じくして姿を消す。

### Iのキーワード
オリハルコン
この星の生命力を維持している宝物。全部で3つあり、それぞれレムリアの神殿、ラムーの神殿、アトランティスの神殿に安置されている。魔獣たちはなぜかオリハルコンを欲しがっている。
ガイア
破壊の力。この星の人々が持つ力。中にはガイアの修行だけを目的として生きる者もおり、ガイアを極めた者たちはガイアマイスターと呼ばれる。ただし破壊以外の力もガイアと呼ばれており、特殊な力の総称である。
ゾード
謎の組織。ガイアを信奉し、魔獣を倒すことに心血を注ぐ。ガイアマイスターたちから敵視されている。
ソルの指輪
ラムーの人々が持っている指輪。これを持つ者は動物と会話することができる。
方舟
空を飛ぶ舟で、動力源はラピス。宇宙空間を渡る能力もある。
フォース
調和の力。ストーリーが分岐するゲームギア版では、さらに重要な意味合いを持つ。
コキトエルコス
GG版で追加された、世界の終わりに使う魔法。ストーリーの結末にかかわる。

### Iのスタッフ
GB版
- ゼネラルプロデューサー - 横山秀幸
- プロデューサー - 新野洋右、岩田祐一
- 企画 - 志羽貴司、てんごういわはる
- キャラクターデザイン - 中村もみ（中村久男）、おおくぼのりこ、さかいきよみ
- プログラマー - ポン高橋、おおもてみえこ、ほりよしお、いずみちゃん
- マップデザイン - おおたしゅんいち
- ミュージック - 光永巌、簗田裕之

GBC版
- 企画 - 志羽貴司、石岡信寛
- プログラマー - 穴澤健史、つまがりたつよし、フ イーミン
- グラフィック - 高橋伸明、こばやしりょうへい、かとうこうじ

GG版
- ゲームシステム・開発進行 - コウ
- システム・演出 - さつきむ
- 魔獣作画・作画監修 - ヨシ
- マップ・キャラクター作画 - むま
- グラフィック作画 - つかさ、もりまん
- メインプログラム - えぬおやじ
- サブプログラム - がっちゃん
- 音楽 - ヒコ

## 女神転生外伝 ラストバイブルII
1993年11月29日にゲームボーイ用ソフトとして発売。1999年、ゲームボーイカラー版発売。2012年、3DSバーチャルコンソールでGBC版配信開始。
ゲームボーイユーザーの対象年齢に合わせて、パッケージイラストのキャラクターの頭身が前作より引き下げられ、漫画のようなイラストになっている。

### IIのシステム
- 主人公とサブキャラが全員気絶するとゲームオーバー。所持金の半額と引き換えに最後に泊まった宿屋から再開。
- 舞台が地球に移ったため、月齢システムが復活。会話や合体、戦闘に影響を与える。
- マグネタイトは前作同様にアイテム。魔獣の店で別のアイテムと交換できる。またワナの餌に使える。
- ダンジョン内でセーブができなくなった（部分的に例外あり）。

会話
- 魔獣との会話にリアルタイムの概念を導入（リアルタイムトーク）。返答が遅いと魔獣たちはそれを様々に解釈する（質問に対して熟考している、話を聞いていない、など）。交渉が決裂することもある。
- 決裂すると仲魔をさらって逃げることがある。

仲魔
- レベル差が5の魔獣まで仲魔にできる。
- 仲魔も武器・防具の装備が可能となった。
- 能力が上昇するアイテム（風のまもり、水のまもりなど）が仲魔にも使える。使うとパラメーターが上昇する。
- 会話以外にも仲魔を得る方法があり、ワナにマグネタイトを仕掛けることで魔獣を捕らえることができる。ワナにかかるのは主人公と同じレベルの魔獣で、ストックに空きがあればそのまま仲魔にできる。ただしマグネタイトだけ食べられていることも多い。
- 魔獣の卵はパーティーに加えて戦闘し、卵への攻撃を防御してあげるごとにHPが1の状態から増加していき、特定のHPがたまった時に孵化して仲魔となる。
- 仲魔を魔獣の訓練所に預けておくと、1ランク高い同種族の魔獣に成長して帰ってくるが、失敗して逆に低くなることもある。
- 「ほね」は各地のほこらにゾンビ化できる場所があり、さらにアイテム「ミュートの種」で復活できる。

魔獣合成
- シドンの魔獣合成師と、サフィアの魔法コンバックで魔獣の合体ができる。
- 月齢によって合体後の能力が変動する。ただし運のみは変化しない。
- 武器、防具を装備させた状態で合体すると、その情報が遺伝して合体後の能力に影響を与え、能力が上昇する場合がある。ただし変化しない場合や、かえって能力が落ちる場合もある。
- ミューテーションは他の仲魔とは合体できないが、ミューテーション同士の場合のみ合体できる。

ノート
- エブラの老人がくれるアイテムで、戦闘で魔獣に対して使うと、以降の戦闘でその魔獣の簡単なデータ（レベル、HP、MP）が表示されるようになる。

### IIのストーリー
突如として起こった第五惑星の崩壊。
人間と魔獣は第三惑星テラをめぐって熾烈な戦争を繰り広げた。この戦いは勝者がないまま終り、わずかな人間と魔獣のみが生き残った。
それから2000年の時が流れ、人々は魔獣とともに平和に暮らしていた。
とある夜、預言者メドクはマゴクの王に、「今宵、この町で魔獣王グライアスが復活する」と進言した。
マゴク王はその夜、生まれたばかりの赤子を全て抹殺するよう命じた。しかし2人の赤子が密かに助け出された。
悲惨な殺戮劇から15年、マゴクの国から遥かに離れた森－
そこには双子の魔獣ケルベロス、オルトロスとともに魔獣ソルレオンによって育てられた少年ユーリの姿があった。

### IIの登場人物
ユーリ
本作の主人公。魔獣を愛する心優しい少年。15年前にマゴクから助け出された赤子の1人。アインの村北東の森で魔獣ソルレオンによって育てられた。アインの村のラルサとは幼馴染。
サフィア
合成魔法コンバックを使いこなす美少女戦士。子どもの前で「喧嘩上等、かかって来な」というセリフを吐いたという話もあるひどいお転婆。シドン出身。親は魔獣合成師をしており、サフィアには跡を継いでほしいと考え、ブルトンに留学させられていた。
自分の魔力を持て余している節があり、（悪気は無いのだが）人を氷漬けにしたり家屋を破壊するなどの問題行動を起こし、ドルミンで眠らされブルトンの塔に封印されていた。しかし、封印が解けてしまったため、ブルトンの人々は戦々恐々としている。
エサウ
伝説の国ブランティカを探し、世界中を旅をしている冒険家。すでにいくつかの古代遺跡を発見している。トレードマークはテンガロンハット。2年前に妻イリアと息子のランドを流行り病で亡くし、一時期ひどく落ち込んでいたが、テュロスの老人からブランティカの話を聞いて研究に取りつかれたらしい。シドン東部の故郷に研究所を持ち、世界中から集まる情報を整理する部下たちを持つ。
ガンズー
マゴク王国のガイアマイスター。軽い性格で女癖が悪いが人当たりが良い青年。暴走するメドクに歯止めをかけられる数少ない人物として部下から慕われている。
クラウ
ゾディアとともに世界中を旅している女性。主人公とはアインの村で初めて出会う。様々な地域で植物が原因不明の病で枯死しているのを発見し、救おうとする。
ゾディア
クラウとともに旅する巨漢の男性。無口でぶっきらぼう。彼の素性は、ブランティカで明らかになる。
ソルレオン
元はマゴク出身の、ユーリの養母に当たる心優しい魔獣。しかし、オニに肉体と命を与えるアクアの力を持っていたため、メドクらに連れ去られてしまう。
ケルベロス＆オルトロス
ソルレオンの双子の息子にしてユーリの義兄弟。まだ幼いが高いステータスを持つ。
エブラの王
人と魔獣の共存を目指す国王。2人のスパイを放って、不穏な動きをみせるマゴクを探らせている。
マゴクの王
15年前、魔獣王復活の恐怖にとりつかれ、赤子を皆殺しにした。しかし、2人の赤子を逃がしてしまったため、今も魔獣王の復活におびえている。以後、メドクと共に魔獣王打倒の大義の元、対抗する戦力増強に心血を注ぐが、他者の犠牲を厭わないその姿勢は、より大きな災厄の呼び水となってしまう。
メドク
もともとはブルトンのマグレス（ガイア研究者）だったが、危険な研究（生命の創造）を行ったため追放される。マゴク王とは知人で、15年前、魔獣王の復活を預言して以来、魔獣王に対抗するために禁断の研究を続けているが、強行で手段を選ばないやり方から、マゴク国民や将兵からの信望は皆無に等しい。
メディア
アインの村出身の少女。ラルサの恋人で、主人公とも仲が良い。
ラルサ
アインの村の少年で、主人公とは幼馴染。自分を試せる場所を探しており、村を出ようと考えていた。そのためメドクが村で兵を募集したとき、マゴクに行く決心をする。

### IIのキーワード
グライアス
魔獣王。2000年前、魔獣たちを率いて人間と戦ったとされる伝説的な人物で、彼によって多くのガイアマスターが滅ぼされたという。ブルトンで発見された預言書にグライアスの復活が予言されており、そのことが15年前のマゴクの悲劇を招いた。テュロス南東のルシフェリウム（前作のラストバトルの地）はグライアスの居城とされる。
バアルの書
ブルトンの神殿で厳重に保管されている禁断の書。生命の創造について述べられている。もう1冊の『ベリアルの書』については詳細は一切明かされないが、次作では時空を超える力を持つ書であると語られている。
オニ
メドクが研究によって生み出した新しい生命体。魔獣から骨を取り出しそれをベクレルの力によって封じ込め、さらにアクアの力を用いて骨に肉をつける事によって生み出される。前作に通常魔獣として登場したゴズキとメズキは、本作ではこちらに分類されるが、次作では名サブキャラクターとして登場する。
グランマム
オニを造るのに用いられる土偶のような人形。魔獣の骨を入れる事により作動する。作るにはベクレル合金が必要で、作中ではマナセの村から行ける湖の島で製造されている。
ベクレル合金
グランマムの材料となる金属。作中ではシッパルの村の近くにあるベクレル鉱山で発掘されている。人間の骨をボロボロにしてしまう有害な金属で、そのためシッパルの村やグランマム製造に従事していたマナセの村では体中が痛くなる謎の病気が流行っていた。
ブランティカ
黄金の都。どんな願いもかなうという。その存在は人々の間に伝説として残っているが、どこにあるかは明らかでない。
ドゥー
ブランティカで1000年前に造られたとされる人型の存在。心が無く主人の命令を実行するだけだと言われている。

### IIのスタッフ
GB版
- ゼネラルプロデューサー - 横山秀幸
- プロデューサー - 新野洋右
- 企画 - 志羽貴司、てんごういわはる、阿部輝仁、江良哲智
- キャラクターデザイン - 瀧野講司
- キャラクタープロデューサー - 金子一馬
- プログラマー - ポン高橋、フ イーミン、しのずかみえ
- グラフィック - だいのりこ、中村純子
- サウンド - 簗田裕之

GBC版
- 企画 - 志羽貴司、石岡信寛
- プログラマー - 穴澤健史、つまがりたつよし、フ イーミン
- グラフィック - 高橋伸明、こばやしりょうへい、かとうこうじ、きたむらみわ

## ラストバイブルIII
1995年3月4日にスーパーファミコン用ソフトとして発売。2015年、Wii Uバーチャルコンソールで配信開始。主人公である子ども達を強大なポリス国家の陰謀に立ち向かっていく過程を描いたRPG。ガイアと呼ばれる力を高めていくことで子ども達の能力を好きなように成長させられる。

### IIIのシステム
- 会話は前作同様、リアルタイムトークを採用。会話の選択肢を選ばない場合沈黙となる。また魔獣の感情の変化（普通、喜び、怒り、おびえ）や好感度が表示される。
- Ⅲでは時間が経つと月齢が変わる。人間は満月だと強く、魔獣は新月になると強くなるように設定されている。
- 主人公達が全員気絶するとゲームオーバー。タイトル画面に戻される。
- 魔獣合成は、合成師のところに行くか、魔法コンバックで行う。合成のさいに魔法継承が可能。合成前の2体の魔獣が持っていた魔法の中から2つを選んで継承できる。
- またミューテーションが発生すると特殊な魔獣（ミュート）が出現する。ミューテーションはアイテム「ミュートの種」を使って人為的に起こすこともできる。
- アイテムとして入手できる「ホネ」を集めてホネ合成師のところに行くと、ガイコツ、ゾンビ系の魔獣（マイラル）を合成してくれる。ゾンビはさらにミュートの種で復活できる。
- イベントで入手することがある魔獣の卵は、パーティーに加え、戦闘で卵に対する攻撃を防御してやると、卵は愛情を感じて孵化し、仲魔となる（種族はカルマン）。
- 百魔問答では、魔獣との会話が10回成功するごとに特殊な魔獣が出現し、これと会話を成功させると仲魔にできる。ユミールの村のオルトロスに話しかけるとできる。
- 魔獣カードを入手すると、モンスターノートで魔獣のデーターが確認できるようになる。ただしミュート、マイラル、カルマンなど特殊な魔獣のカードは存在しない。
- 魔獣もレベルアップする。ただし最大4レベルしか上がらない。レベルアップ時にパラメーターを振り分けることができる。なお、レベル上限に達した後に戦闘を重ねると、上位種に変化する魔獣も一部存在する（ピクシー等）。
- S&Wに魔獣を預けると、調教して強くしてもらったり、信号弾で戦闘中に助っ人として呼ぶことができる。
- マグネタイト（アイテム）は、集めると魔獣の店で他のアイテムと交換できる。
- パッドリセットあり。

### IIIのストーリー
かつて世界はエネルギー源であるラピス鉱石をめぐって対立し、30年もの長きにわたる戦争を繰り返してきた。この5大ポリス戦争は、クリーン・エネルギーを供給する永久機関フェレストが発明されたことによって終結し、人々は平和を取り戻したかに見えた…。
しかし15年後、再び世界に異変が起きようとしていた。ある日、ラガの村に住むグレンはメガロ・ポリスに旧友のアレクを訪ねようと考えていた。2人は先の戦争ではシャドー・ウォーカー部隊でともに戦った仲だった。そこに突然アレクの訃報が届く。友の死に疑問を感じたグレンはメガロ・ポリスに赴いて真相を調べようと考えた。
異変は別の場所でも起きていた。ヒートの村では子供たちが惨殺される事件が相次ぎ、ブルトン魔法学校の教師キャルルは故郷の事件を解決するために一時帰郷することになった。おりしもメガロ・ポリスでは、ポリス内でガイア（魔法）の使用を禁止する法案が可決され、魔法学校のキャク校長は抗議のために出向くことを決心し、その間学校は休校となった。
休校前最後の授業が終わり、魔法学校の飛行艇が生徒を送り帰す。その頃、東の空にポリス軍の兵士を乗せた飛行艇の姿があり、それはラガの村に向かっていた。彼らの任務はグレンを暗殺することであった…。

### IIIの登場人物
シエル
本作の主人公。ラガの村出身の少年。12歳。親はグレンとイリア。独立心旺盛で行動的。ブルトン魔法学校でガイア魔法を学ぶ。ガイアの適正は高いが勉強は苦手らしく、ヨナタンと一緒に担任に怒られることが多い。
ルディ
シエルの弟で、不思議な運命の星の下に生まれた少年。10歳。ガイアは弱いが、フォースというきわめて稀な力を秘めており、また動物たちと心を通わせることができる。おっちょこちょいだが、誰からも愛される。
チビりゅう
地上最強といわれるテラドラゴンの子供。グレンがたまたま発見し、ルディのために持ち帰った魔獣の卵から生まれたが、まさかテラドラゴンの卵だったとは誰も思わなかったため、村人を驚かせた。最初に見たドゥーを母親だと思っている。
ドゥー
古代ブランティカ文明が生んだ不死身の戦士。前作のある人物に容姿が似ている。ザマの丘の地下遺跡に眠っていたが、主人公たちによって発見された。目覚めたときにルディと心を通わせ、以降は彼に従う。
モチョワ
ラガの村出身の少女。12歳。主人公とは幼馴染。気が強い反面、怖がり。ブルトン魔法学校でプリズム魔法を学ぶ。彼女を最初に仲間にする際、彼女の服を選ぶ。それによって物語での彼女の服装が決まる。主人公に好意を寄せている。教師が十年かかって修得した光のアルカナをたった一ヶ月で修得する天才でもある。
アロン
ラガの村出身の少年。主人公の友人。12歳。趣味は機械いじり。ガイアは強くないが、頭脳明晰。しかし無鉄砲なのが玉に瑕。ブルトン魔法学校ではガイアパーツを学ぶ。エネルギー供給施設を計らずも爆破してしまい、その際に発覚した永久機関の秘密を演説して投獄されてしまう。
ハリー
年齢不明の謎の少年。精神を飛ばして動物に憑依し、行動する。渡り鳥に憑依してラガの村にやって来たことがきっかけで、ルディと友達になり、以後ラガの住民と行動をともにする。
ヨナタン
自称ヨナタン・ラビュー2世。ラガの村のいじめっ子。12歳。5歳の時、主人公に泣かされたのをきっかけにライバル視し、何かと突っかかってくる。物語中盤に魔獣一号、魔獣二号という子分をしたがえる。当初はただの悪ガキだが、世界を巡り恩師や仲魔との死別を経て大きく成長していく。覆面をかぶり、マッハはやぶさと名乗るが、周囲の人間にはヨナタンであることがバレバレである。パーティに一度も加えなくともクリアが可能。
キャルル
ブルトン魔法学校の女教師。主人公とヨナタンの担任。24歳。親が教師だった影響で自分も教師の道を選んだ。徹底したスパルタ教育だが、生徒やその親たちからの信頼は厚い。故郷（ヒートの村）で謎の殺害事件が起こり、原因究明のため一時帰郷する。
グレン・ラースフォード
シエルとルディの父。5大ポリス戦争で活躍したシャドー・ウォーカー部隊に所属していた。戦後世界を旅して回り、訪れたラガの村でイリアと出会い、結婚。アレクの死について調べるため、メガロ・ポリスに赴く。
イリア
シエルとルディの母、グレンの妻。モチョワやアロンの母とは幼い頃からの友人で、自身も戦う力を持っている。子供たちをモチョワの母に預け、グレンと行動を共にする。
リンクル・アデスト
数少ないシャドー・ウォーカー部隊の生き残り。終戦直後、敵味方を問わずに多数の戦災孤児を引き連れて魔獣王国マゴクを訪れ、難民の受け入れを求めた。これがきっかけでマゴク王グライアス・ド・ラフィルと運命的な出会いを果たす。しかしバーロ・ポリスの難民の引渡しを求めるポリスとマゴクが戦争になったさいに行方不明となり、一般的には死亡したものと考えられていた。後にS&W商会のバウンティ・ハンターとして活躍。かつての孤児たちからは今も母と慕われている。
ラモン・イエーガー
「死神」の異名をとるバウンティ・ハンター。ドゥーを操ることができる。メモリーストーンという宝石を捜しており、これと引き換えに仕事の依頼を受ける。その正体は二万年前のブランティカ文明から事故でタイムスリップしてきた人物で、故国の末路を記したメモリーストーンを求めて世界を彷徨っている。ベンショーハの旧友でもある。パーティに一度も加えなくともクリアが可能。
バール
魔界を統べる三人の魔王のうちの一人。魔界でのみ仲間になる。
ベリアル
魔界を統べる三人の魔王のうちの一人。魔界でのみ仲間になる。五万年前に時空を超えることのできる「ベリアルの書」を作った。
ルシフェル
魔界を統べる三人の魔王のうちの一人。魔界でのみ仲間になる。
アレク・メッセナ
5大ポリス戦争の英雄であるシャドー･ウォーカー部隊の隊長。妻と1子あり。序盤に謎の訃報がグレンの元に届く。メガロポリスにある彼の自宅は何者かに荒らされた後に焼失していた。ある理由でベンショーハを告発するも力及ばず逆に妻と子を殺されたため、追っ手を振り切って生きたまま魔界の門に辿り着き、復讐の為に人であることを捨てて魔界に降りた。
キャク
ブルトン魔法学校の校長を務める魔獣で、自身もガイアパーツの教鞭をとる。アロンは愛弟子。家族はトラキア・ポリスに住んでいる。ガイア禁止法に抗議するためメガロポリスに出向くが投獄される。
シャーク
「赤いふくろう｣を取り仕切り、エキンム・ポリスにオリジナル商品を扱うシャーク商店をかまえる中年男。ラガの人々と親しく、ラガの村が危機に陥ったときに助けてくれ、以後、主人公の有力な協力者となる。かつてはポリス空軍のエースで、先の戦争では親友をなくしている。月旅行を実現させるという夢があり、ノルディアにスペース・トラベラーズ・カンパニーを設立し、魔獣王国マゴクから古代の宇宙船・方舟を購入しようと交渉している。
レナ
ラガの村出身の少女。感情の起伏が激しく、モチュワからも気が強いと言われている。一方、頭の回転が早く行動力に優れる。後にマゴク王グライアス・ド・レナとなる。合体魔法コンバックを極め、3身合体を編み出し、魔獣ケルベロスとソルレオンを復活させる。
バニパル
生物を殺し、そのガイアを喰らうので「ソールイーター」と呼ばれ、恐れられている。5大ポリス戦争のさいにシャドー・ウォーカー部隊に殺されたはずだったが、事情を知らないバルク村の村人たちに保護され生きていた。古代ブランティカ文明の文献『ネクロノミコン』を研究し、半ば不死身の身体となっており、また太古の魔獣を復活させて使役する。とある理由からポリスの手先となって、シャドー・ウォーカーの暗殺を実行する。
ベンショーハ
メガロポリスの元老院議員。永久機関フェレストの発明者でもあり、ポリスの住民からは絶大な支持を受けている。しかし一部ではベンショーハの人気ぶりを危惧する声もある。その正体はイェーガーと共に事故でブランティカからタイムスリップしてきた人物。イェーガーに先駆けて「戦乱の末の滅亡」というブランティカの末路を知ってしまい、今を生きる人が同じ運命を辿らぬよう、ブランティカのテクノロジーを利用して完全な管理社会の構築を志す。しかし、そのために犯した非道な所業の数々はシエルたちの反感を買い、ついには討ち取られることとなる。
しかし、人の愚かさを説きながら息を引き取る彼を看取ったその帰途、シエルもまた「戦争屋」を名乗る暴徒の凶刃に倒れることになる。
メルゥ
ヒート村の出身。キャルルの姉。妹のように戦う力は無いが気性が激しく、目的のためなら危険な悪漢や魔獣のいる場所へすら向かうほどの行動力の持ち主。エキンム・ポリスに逃げ延びたのち、イエーガーを雇うためにメモリー・ストーンを探す旅に出る。
ガーフィ
メガロポリスでガーフィサービスという探偵業を営んでいる中年男。アレクとは長い付き合いで、生前の彼からスサの街を調査するように頼まれていた。アレク以外のシャドーウォーカーとも面識があり、リッチボーイと呼ばれていた。

### IIIのキーワード
ガイア禁止法
メガロ・ポリスで制定された新法。ポリス内で兵士以外のガイアの使用を禁止する。ポリスでは永久機関のおかげでガイアに頼らなくても快適な生活ができるため、ガイアを学ぶ者が減少し、ガイアを使うことを野蛮と考える風潮さえあり、これを重く受け止める者は少ない。
シャドー・ウォーカー部隊
5大ポリス戦争で活躍した少数精鋭部隊。影を歩み、相手が気づく前に倒してしまうことに由来する。隊長のアレクを筆頭に、グレン、ヒューイ、ランディ、バギ、リンクル、マーヤの7名で構成されていた。戦後は人々から英雄として称えられ、それぞれ各地に散って生活していたが、15年後の今になってシャドー・ウォーカー部隊の暗殺が始まり、現在ではグレンとリンクルの2名しか生存していない。暗殺の理由は、彼らが終戦直前に目撃したあるものが関係しているらしい。
本来なら15年前にフェレストの真実を知った際に全員処分されるはずだったが、英雄的な名声とその終戦協定への影響を危惧したポリスにより記憶の部分消去を受けていた。暗殺計画が再び動き出したのはアレクが記憶を取り戻してしまったことで記憶消去の欠陥が発覚したため。
バルバロイ
近年ポリスで強盗・誘拐を行うならず者集団。エンキム・ポリス東の軍艦島を本拠とする。エンキム・ポリスのララ商会によくない噂があり、他にもバルバロイの活動には謎が多い。彼らに誘拐された人間はフェレストにエネルギーを供給する消耗品としての末路を辿っていた。
フェレスト
主に永久機関と呼ばれ、全てのポリスに無害のエネルギーを供給する。供給されるエネルギーは各ポリス近郊のタワーで管理されている。人々の生活を大きく向上させ、その発明は大きく称えられている。一般公開はされていない。その実態は生きた人間からガイアを吸い取ってエネルギー源にする非人道的なシステム。ブランティカ文明の遺物なので一般人に実態の看破は不可能である。大戦末期、植物化した被検体を輸送していた貨物車がスサ近辺で事故を起こし、作戦行動中だったシャドウウォーカーに目撃されてしまう。
ネクロノミコン
古代ブランティカ文明の遺産の1つ。不老不死になる方法について述べた文献。それによると生命を形成するのは地・水・火・風の4種のクォーレで、死はクォーレの配列が不完全であるために生じるとし、その配列を完全なものに変えることで永遠に生きることができるという。
メモリーストーン
古代ブランティカ文明の遺産の1つで、当時の様子を映像として記録している。めったに発見されない。
ラピス鉱石
青色に輝く美しい鉱石で、永久機関が発明される以前にエネルギー源の主役を担っていた。しかし産地が限られているため争いが絶えなかった。その主な産地であるメギドの丘は現在ではすっかりさびれている。

### IIIのスタッフ
- ゼネラルプロデューサー - 横山秀幸
- プロデューサー - 新野洋右、志羽貴司
- ディレクター - 上田清隆
- チーフプログラマー - 高木秀俊
- プログラマー - 松本尚史、勝山太司
- チーフデザイナー - 瀧野講司
- デザイナー - 高島志郎、宮下裕香、かねだM、五十嵐達也、片岡いずみ、池永美奈子
- サウンドコンポーザー - 簗田裕之

## アナザ・バイブル
1995年3月4日にゲームボーイ用ソフトとして発売。キャラクターデザインは御祇島千明。今までのシリーズとは違いRPGではなく、魔神転生シリーズのようなシミュレーションRPGになった作品。2008年10月6日からアトラスモバイルコンテンツで携帯アプリ版が配信されている。BGM担当は松前真奈美。

### アナザ・バイブルのシステム
- 味方敵関係なく能力値の速さが高い順に行動するリアル・アクティブ・ターン・システム（RATS）を採用。
- 条件を満たすと勝利、カシエルもしくはピュティアが倒されると敗北（ゲームオーバー）になる。タイトル画面に戻される。
- 攻撃は基本的に1回だけだが速さの値が相手との差が高い場合2回目の攻撃をする。
- 一部のキャラを除くほとんどのキャラが固有能力の特殊コマンドを持っている。
- ターンの開始のみセーブとリスタートをすることができる。

#### 仲魔
基本的にはピュティアの特殊コマンド「誘惑の言葉」でしか仲間にならない。
シリーズではお馴染みの魔獣同士の合体が存在せず、魔獣はランクアップで強化される。魔獣合体がないかわり、マシンと悪魔の細胞を融合させる「バイオ合体」という独自の合体がある。
人間と同じようにレベルアップすることができ、ボーナスポイントで能力値を上げられる。
魔獣
- 1種族ごとに1体ずつしか仲間にできない。
- レベルアップのための必要経験値が人間やマシンより高く設定されている。
- レベルが3レベルに到達するごとに同種族系の上のランクの魔獣にクラスアップする。ただし、レベルや能力値はクラスアップ後のランクの魔獣のレベル1の値にリセットされる。
- ほとんどの種族はランク3が最高だが魔獣、妖精、魔王の3つの種族は「3大闘神」というランク4がある。

マシン
- 意志を持った機械の種族。
- ピュティアの「誘惑の言葉」で仲間になるほか、アイテム「謎のマシンA～D」を入手することで仲間になるタイプや特定のMAPでの会話イベントで仲間になるタイプが存在する。
- 魔獣と違い同名のマシンごとに1体ずつ仲間にできる。
- 魔獣のようなレベルでのランクアップはしない。
- 人間や魔獣とは違い魔法の代わりに兵器を使うマシン武装を覚える。
- 機械の町マイアキクの店で1体のマシンにつき1回だけ「バイオ合体」することができ、マシンから「マシン獣」に強化できる。

マシン獣（機獣）
- マシンと魔獣の「バイオ合体」のみで仲間になる味方限定の種族。
- 魔獣やマシンと違い同名のマシン獣を複数仲間にすることができる。
- 人間と魔獣用の魔法とマシン用のマシン武装の両方を覚える。

### アナザ・バイブルの登場人物
カシエル
本作の主人公。両親を亡くしたことを切っ掛けに故郷を捨て冒険家として旅をしていたがピュティアを助けたことで世界を救う旅をすることになる。
ピュティア
パピエルの森で盗賊に襲われていたところをカシエルに助けられた。カシエルに出会ったことで人間と魔獣の争いを止めるための旅に出ることを決意する。実は翼を持つ種族フィーダの巫女。
アルタ
ピュティアの兄である魔法戦士。行方知れずになっていたがグルーの砂漠で何者かに洗脳されてカシエル達の前に立ち塞がる。実はフィーダの巫女を守護する3聖者の1人。
ワイルド
ピュティアの従者である戦士の大男。ネズビットの命を受けピュティアとアルタを護ってきた。
ヘラ
人間と魔獣の古代の戦いが書かれた石版を解読してくれたことが縁で仲間になる女魔法使い。行方不明の姉を探している。
ストラス
港町ジェフーンを困らせている盗賊団の首領。カシエルの退治されるがその強さに惚れて強引に仲間になる。
フロン
賢者の谷にあるレジスタンスの村の見習い僧侶の女の子。女司祭ウーピーの娘でレジスタンスを代表として仲間になる。
オゾン
フロンの友人である見習い僧侶の女の子。フロンの才能への嫉妬とウーピーに認めてもらいたいという思いから村を飛び出し、1人で魔獣教の本拠に乗り込むという無茶をする。
レイ
トレジャーハンター。ピラミッドで秘宝を探していたが魔獣に苦戦して、その場に来たカシエル達に一方的に協力を申し込んで強引に仲間になる。
セピア
ビバーティを倒すと意気込んでバイアメ火山の麓の町カスバから出ていった男勝りな女戦士。
スピカ
セピアを追って町を飛び出したおっかけの女の子。
リーンファ
ネズビットの命でカシエル達を迎えに来たフィーダの格闘家。アルタとは友人でもありライバルでもある関係。
エスタ
フィーダの巫女を守護する3聖者の1人である老魔法使い。ネズビットの命で仲間になる。
T
行く先々の町で出会いカシエルに挑戦的な言葉を残していく黒ずくめの謎の男。
クレーエ
機械都市イリノルで眠っていた最強のマシン。プロトクレーエの弟であり兄の意志を継ぎ仲間になる。
ビバーティ
魔獣を神と崇める集団「魔獣教モナド」の教祖。魔獣を狂暴にして暴れさせて人間を滅ぼそうと企む。
リリト
ヘラの姉で女魔法使い。魔法を人の為ではなく破壊に使いたいと思い、ビバーティに協力している。
マーヤー
天界カーマロカに住む世界の全ての創造主である風の神。
ウーピー
賢者の谷で司祭をしている女性。魔獣教モナドに対抗するためレジスタンスの村を作り活動している。
ネズビット
フィーダの里ウェネスの長。
タヴ
フィーダの巫女を守護する3聖者の1人。行方が分からなくなっている。
プロトクレーエ
バイアメ火山の採掘所でカシエル達を待っていた機械都市イリノルからやって来たマシン。機械都市のマシン達が人間を滅ぼそうとしていることを伝え機能を停止する。
イナゾー
天界への道であるマハマーヤの塔に行くためにそこに続く大氷河へと渡れる橋を架けた賢者。橋がある最果ての村では英雄と伝えられている。
ラグ
各町にあるショップでアイテムを売ってくれる商人。
サミア
なんでも屋の商人妖精。特定のMAPに隠れている隠しキャラで、見つけるとアイテム「謎のマシン」を渡してくれる。
スフィンクス
クイズ好きの旅人。特定のMAPに隠れている隠しキャラで、見つけるとクイズを出題して正解すると賞金をくれる。
ミカエル
レイの愛馬。

### アナザ・バイブルのキーワード
フィーダ
人間と魔獣の両方の血を引き特殊な力を持った種族。翼が生えた人間の姿をしている。太古の人間と魔獣の戦いで一部の共存を望む人間と魔獣達と共に争いを鎮めたとされる。
バイブル
天界カーマロカの祭壇に安置されている世界を司る書物。書き換えれば世界を思いのままにできる。

### アナザ・バイブルのスタッフ
- エグゼクティブプロデュース - 横山秀幸
- プロデュース - 岩田祐一
- ディレクション - 齋藤明宏（ダイス）
- プランニング - 中村伸正、ふじたよしゆき、おおにしひろき（ダイス）
- キャラクターデザイン - 御祇島千明
- キャラクタークリエイト - あしん（ダイス）
- テキストパフォーム - はやさかやすゆき（ダイス）
- グラフィック - 丸山誠司（ダイス）、ひがしださとる（ダイス）、林田和博
- メインプログラム - 今川豊広
- サブプログラム - ばくれんし、おくたかひろ（ダイス）
- データディレクション - てづかよしたか（ダイス）
- サウンド - 松前真奈美
- プロダクションマネージメント - 小関昭彦（ダイス）

## 女神転生外伝 ラストバイブルスペシャル
1995年3月24日にゲームギア用ソフトとしてセガ・エンタープライゼスが発売。魔王グライアスに奪われた聖地エルサレムを取り戻すべく、勇者マテルが仲間を集めて迷宮に挑む。
ラストバイブルシリーズでは唯一、3Dダンジョンを採用しており、ダンジョンの攻略と仲間キャラクターの育成に重点を置いた作りになっている。仲魔システムと一部の魔法、アイテムなどの名前を継承している以外、他のシリーズ作品との関連性は殆どない。
リリース後、他の汎用的なゲーム機への移植はされていないが、2020年10月6日に発売されたゲームギアの復刻ゲーム機「ゲームギアミクロ」の「レッド」にプリインストールされた4作品の一つとして収録された。基本的にはそのままの収録だが、エルサレムなどの現実の地名に由来する固有名詞は変更されている（前述したとおり『ラストバイブル（I）』のGG版も収録されている）。

### ラストバイブルスペシャルのスタッフ
- 原案・企画演出・テーマ曲 - 崎野善春
- メインプログラム - 古形毅
- 疑似3次元移動プログラム - 野村康弘
- 画面エフェクト - 河本真一
- メイングラフィック・システム調整 - よしながこういち
- 魔獣グラフィック - ふじひらえつこ、松島伸夫
- グラフィックサポート・デバッグ - 森山広士、深澤浩司
- サウンド - にしのけいすけ
- 制作進行・通信対戦プログラム - 鈴木好洋
- 調整・企画サポート - こうづあきら
- 制作担当 - 片桐秀樹

## 新約ラストバイブルシリーズ
ラストバイブルをオリジナルストーリーでリメイクしたシリーズ。本編以上にやりこみ要素が盛り込まれている。
携帯アプリのアトラスモバイルコンテンツで配信した他、後年他のゲーム媒体向けにも配信された。

### 女神転生外伝 新約ラストバイブル
2007年9月10日に配信開始。また、ジー・モードがフィーチャーフォンソフトを移植する「G-MODEアーカイブス+」向けのソフトとしてNintendo Switch版が2022年7月14日に発売、Steam版が同年12月13日に発売された。
世界設定としては初代ラストバイブルに似ているが、別のオリジナル作品。ガイアを極めた者の称号はガイアマイスターはなくガイアマスターとなっている。

### 女神転生外伝 新約ラストバイブルII 始まりの福音
2008年8月18日に配信開始。また、「G-MODEアーカイブス+」向けのソフトとしてNintendo Switch版が2022年9月29日に発売、Steam版が同年12月13日に発売された。

### 女神転生外伝 新約ラストバイブルIII 夢幻の英雄
2010年9月17日に配信開始。また、「G-MODEアーカイブス+」向けのソフトとしてNintendo Switch版が2022年11月24日に発売、Steam版が同年12月13日に発売された。
新約ラストバイブル、同IIの二人の仲間の子が登場する。

## 関連商品

### CD
- 女神転生外伝 ラストバイブル サウンドトラック（2010年9月15日、SweepRecord）
- 女神転生外伝 ラストバイブルII サウンドトラック（2010年10月6日、SweepRecord）
- アナザ・バイブル サウンドトラック（2011年1月19日、SweepRecord）
- ラストバイブルIII サウンドトラック（2011年10月5日、SweepRecord）